# Spelmansstämma

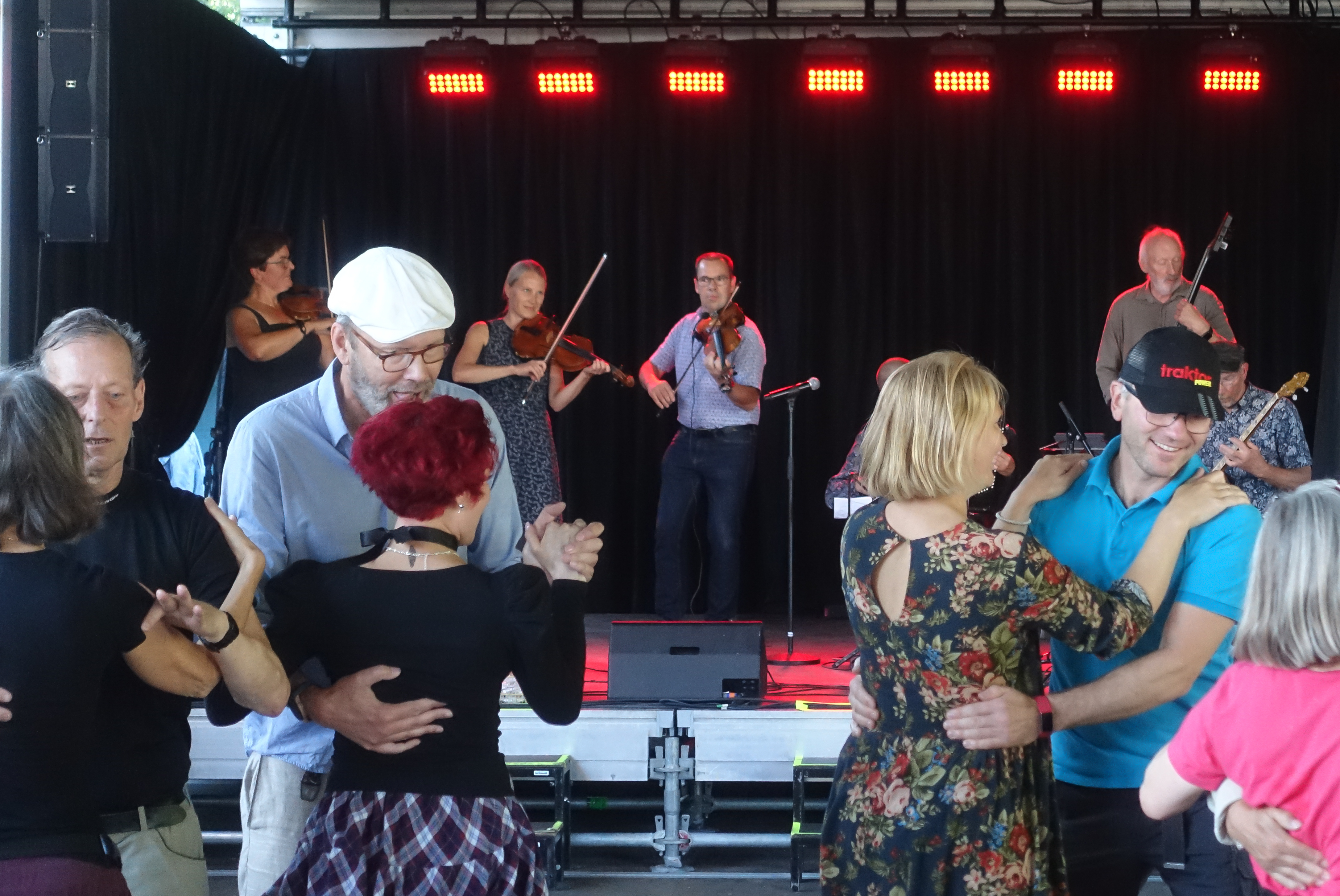
Svenska Folkdansringen under en dans- och spelmansstämma på Karl XII:s torg under Stockholms Kulturfestival 2022.

På en spelmansstämma träffas spelmän/folkmusiker, dansare och folkmusikintresserade och spelar, dansar folklig dans och tar del av scenprogram och buskspel.
Skillnaden mellan en spelmansstämma och en folkmusikfestival är syftet. En festivals huvudsyfte är att inhyrda artister spelar för åhörare eller dansare, medan en spelmansstämmas huvudsyfte är att spelmän träffas och spelar med varandra. På spelmansstämmor spelar dock de tillresta spelmännen vanligen också för publik eller till dans och stämmorna har ibland även inhyrda artister.
Ibland samordnas en spelmansstämma med uppspelningar för Zornmärket. Då benämns stämman riksspelmansstämma, och utdelningen av märken och diplom sker då som en programpunkt.

## Spelmansstämmor i Sverige i urval
- Bingsjöstämman
- Bjuråkersstämman
- Bodastämman
- Borås spelmansstämma
- Degeberga spelmansstämma
- Delsbostämman
- Gränsforsstämman
- Hasselastämman
- Hällesåker spelmansstämma
- Ljungbackastämman, Sölvesborgs kommun
- Markarydsstämman
- Norrbostämman
- Orbadenstämman
- Ornungastämman
- Ransäterstämman
- Sjölanderstämman
- Vilhelmina spelmansstämma
- Nyckelharpstämman, Österbybruk